# 易作霖
易作霖（1897年7月19日－1945年3月29日），號劍樓，江蘇南通人，中國近代語言學家、教育家和慈善家。

## 生平
1897年易作霖出生於江蘇南通一個書香門第。從小天資聰穎，熟讀經書，精於國學，並曾就讀於通州師范學校，為該校第十一屆畢業生。1920年受聘於上海中華書局任編輯。次年三月與黎錦暉、陸衣言、沈問梅等人同時受聘於上海國語專修學校任教授。1923年，由國語統一籌備委員會指定，與全國知名學者黎錦熙、趙元任、林語堂等11人共同組成國語羅馬字拼音研究委員會。此後逐漸淡出學術界而專心於國民教育與慈善事業。先後擔任通州師范附屬小學校長、鹽城中學校長、南通縣教育會副會長、南通縣視學、江蘇省督學、省政府秘書、省教育廳暨民政廳主任秘書等職。
1930年與邑人徐賡起、嚴逸男、徐瀚如等18人共同發起籌建通州貧兒院，以半工半讀方式扶助培養貧苦男女兒童，造就一批有用之才。任縣視學及省督學期間嚴格法紀、獎懲分明，所到之處教學風氣為之整肅。抗戰期間嚴詞拒絕與敵僞合作而跟隨撤退中的江蘇省政府輾轉蘇北淮東地區，在困難條件下堅持工作。
抗戰後期以董事長兼校長身份在蘇北姜堰東鄉重建崇敬中學，親擬校訓「艱苦自立忠實不欺」，開設初中和高中課程，聘請好友及知名教師授業，並親自講授國文課，每天帶領學生晨練。艱苦奮鬥將近兩年，終因操勞過度身染痼疾，不幸病逝於抗戰勝利前夕的1945年春。次年南通地方名流錢笑吾等二十四人發表《追念易劍樓文》並組織追念委員會，尊之為「文章巨子、教育名家」，提出並集資推動實施下列四點倡議：1.呈請政府褒揚其生前事蹟；2.恢復通州貧兒院並易名劍樓貧兒院；3.修葺墓地；4.優恤遺孤。

## 家庭
易作霖父親是易爻號謙六，秀才，通州水師營文書；母親易王述嚴，曾就讀於通州女子師范學校。有四位弟妹：大弟易繼唐號自昭、小弟易鼎號企衡、大妹易專號靜儀、小妹易末號滄粟。1921年與夫人吳潔君結婚。育有三子二女：長女易愚，長子易坦，次女易魯，次子易烈，幼子易洒。

## 學術生涯
易作霖年輕時即投身國語統一運動和新文化運動，在教育界積極從事標凖國語和注音字母傳習工作，對國語文法和語音也有深入研究。學術方法以融彙古今、貫通中西見長，並且敏於觀察，工於分析，根據研究對象實際情形精確運用學理原則，迭有創見發明。1920年發表專著《國音學講義》，經教育部審定為全國各學校教授國音參考用書。其中「單韻構成圖」與「複韻構成圖」為國音研究之首創，可以媲美三年前英國語音學家丹尼爾·瓊斯發明的基本元音圖（cardinal vowel diagram）。 1921年發表論文《五聲論》，首創「按照五線譜的方位」用曲線描寫國語字詞聲調調型的方法，可看作1930趙元任發明「聲調字母」（tone letters）之前驅，至今仍在語音學界廣泛運用。1924年發表專著《國語文法四講》，在短語的分類與描寫、相關結構的運用與辨異、包孕句的歸類與分析等方面均優於同時代類似著作。書中頻繁運用的語義特徵、語義指向、句型轉換等分析方法多年以後才在國內語法學界逐步流行。易作霖以學術研究的卓越成就贏得學界尊重，成為與黎錦熙、趙元任、林語堂等人齊名的中國語言學家。

## 主要著作
1.《國音學講義》，商務印書館1920年6月初版。臺灣商務印書館2010年1月再版。
2.《國音讀本》，中華書局1920年8月初版。
3.《五聲論》，載《中華教育界》1921年第10卷第8期，1-14頁。
4.《南通語音字母說明書》，載《中華教育界》1921年第11卷第2期，1-16頁。
5.《國語文法四講》，中華書局1924年4月初版。